# Eumorphus eburatus eburatus
Eumorphus eburatus eburatus es una subespecie de coleóptero de la familia Endomychidae.

## Distribución geográfica
Habita en Java.